# Liste de premières exoplanètes
 (octobre 2022).
La mise en forme du texte ne suit pas les recommandations de Wikipédia : il faut le « wikifier ».
Les points d'amélioration suivants sont les cas les plus fréquents. Le détail des points à revoir est peut-être précisé sur la page de discussion.
- Les titres sont pré-formatés par le logiciel. Ils ne sont ni en capitales, ni en gras.
- Le texte ne doit pas être écrit en capitales (les noms de famille non plus), ni en gras, ni en italique, ni en « petit »…
- Le gras n'est utilisé que pour surligner le titre de l'article dans l'introduction, une seule fois.
- L'italique est rarement utilisé : mots en langue étrangère, titres d'œuvres, noms de bateaux, etc.
- Les citations ne sont pas en italique mais en corps de texte normal. Elles sont entourées par des guillemets français : « et ».
- Les listes à puces sont à éviter, des paragraphes rédigés étant largement préférés. Les tableaux sont à réserver à la présentation de données structurées (résultats, etc.).
- Les appels de note de bas de page (petits chiffres en exposant, introduits par l'outil «  Source ») sont à placer entre la fin de phrase et le point final[comme ça].
- Les liens internes (vers d'autres articles de Wikipédia) sont à choisir avec parcimonie. Créez des liens vers des articles approfondissant le sujet. Les termes génériques sans rapport avec le sujet sont à éviter, ainsi que les répétitions de liens vers un même terme.
- Les liens externes sont à placer uniquement dans une section « Liens externes », à la fin de l'article. Ces liens sont à choisir avec parcimonie suivant les règles définies. Si un lien sert de source à l'article, son insertion dans le texte est à faire par les notes de bas de page.
- La présentation des références doit suivre les conventions bibliographiques. Il est recommandé d'utiliser les modèles {{Ouvrage}}, {{Chapitre}}, {{Article}}, {{Lien web}} et/ou {{Bibliographie}}. Le mode d'édition visuel peut mettre en forme automatiquement les références.
- Insérer une infobox (cadre d'informations à droite) n'est pas obligatoire pour parachever la mise en page.

Pour une aide détaillée, merci de consulter Aide:Wikification.
Si vous pensez que ces points ont été résolus, vous pouvez retirer ce bandeau et améliorer la mise en forme d'un autre article.
Ci-dessous sont listées les premières découvertes d'exoplanètes selon plusieurs critères dont la méthode de détection, le type de planète, le type de système planétaire et le type d'étoile.

## La première exoplanète
Le choix de la "première" détection dépend de la définition adoptée ainsi que de la date de confirmation. En effet les deux systèmes détectés avant 1994 ont chacun un inconvénient : Gamma Cephei Ab n'a été confirmée qu'en 2002, tandis que les planètes PSR B1257+12 b et PSR B1257+12 c orbitent autour d'un pulsar. Cela mène finalement à 51 Pegasi b (découverte et confirmée en 1995) comme la première confirmation d'exoplanète orbitant autour d'une étoile normale.
| Titre                                                        | Planète                       | Étoile       | An                               | Remarques |
| ------------------------------------------------------------ | ----------------------------- | ------------ | -------------------------------- | --- |
| Première détection d'exoplanète avec confirmation ultérieure | Ab Gamma Cephei               | Gamma Céphée | 1988 (suspecté), 2002 (confirmé) | [réf. nécessaire] |
| Premières détections d'exoplanètes confirmées                | PSR B1257+12 b PSR B1257+12 c | PSR B1257+12 | 1992                             | Premières super-Terres. Ces exoplanètes orbitent autour d'un pulsar. |
| Première exoplanète confirmée autour d'une étoile normale    | 51 Pégase b                   | 51 Pégase    | 1995                             | Première détection convaincante d'exoplanète orbitant autour d'une étoile semblable au Soleil. Alors que la masse minimale de HD 114762 b était suffisamment élevée (11 masses de Jupiter) pour qu'il puisse s'agir d'une naine brune, la masse minimale de 51 Peg b impliquait avec quasi-certitude qu'elle était de l'ordre de la masse de Jupiter. |

## Par méthode de découverte
| Titre                                                                                  | Planète                       | Étoile                                | An         | Remarques |
| -------------------------------------------------------------------------------------- | ----------------------------- | ------------------------------------- | ---------- | --- |
| Premières découvertes de planètes de pulsar                                            | PSR B1257+12 b PSR B1257+12 c | PSR B1257+12                          | 1992       | Premières super-terres. La méthode de pulsars consiste à détecter d'infimes variations dans la période de pulsation des pulsars. |
| Première planète découverte par la méthode des vitesses radiales                       | 51 Pegasi b                   | 51 Pegasi                             | 1995       | |
| Première planète découverte par la méthode du transit                                  | OGLE-TR-56 b                  | OGLE-TR-56                            | 2002       | C'est la deuxième planète détectée par transit, ainsi que la planète connue la plus éloignée au moment de la découverte. La première planète extrasolaire découverte par les méthode du transit était HD 209458 b, auparavant découverte par la méthode des vitesses radiales,.                      |
| Première planète découverte par lentille gravitationnelle                              | OGLE-2003-BLG-235L b          | OGLE-2003-BLG-235L / MOA-2003-BLG-53L | 2004       | Découvertes indépendantes par les équipes de l'OGLE et de MOA. |
| Première exoplanète découverte par imagerie directe                                    | 2M1207 b                      | 2M1207                                | 2004/ 2005 | À la limite entre planète et naine brune. |
| Première planète découverte par l'observation d'étoiles variables                      | V391 Pegasi b                 | V391 Pegasi                           | 2007       | La planète a été découverte en étudiant les perturbations de la fréquence de pulsation d'une étoile sous-naine. |
| Première planète extrasolaire découverte par imagerie indirecte (lumière visible)      | Fomalhaut b                   | Fomalhaut                             | 2008       | Découverte par réflexion lumineuse sur un nuage de poussière entourant la planète. Première planète en orbite autour d'une étoile de type spectral ABO. En 2020, cet objet a été déterminé comme étant un nuage de débris en expansion provenant d'une collision d'astéroïdes plutôt qu'une planète. |
| Première planète découverte par astrométrie                                            | HD 176051 b                   | HD 176051 A ou HD 176051 B            | 2010       | Orbite autour de l'une des étoiles d'un système stellaire binaire, bien que l'on ne sache pas autour de quelle étoile la planète tourne. |
| Première exoplanète découverte par variation du moment de transit (TTV)                | Kepler-19 c                   | Kepler-19                             | 2011       | L'existence de Kepler-19 c a été déduite de l'influence gravitationnelle qu'elle a sur la périodicité orbitale de Kepler-19 b,. |
| Premières exoplanètes découvertes par variation de lumière réfléchie                   | Kepler-70 b, Kepler-70 c      | Kepler-70                             | 2011       | Découvertes à confirmer, actuellement l'objet de débats. |
| Première exoplanète découverte par la méthode de variation des durées de transit (TDV) | Kepler-88 c                   | Kepler-88                             | 2013       | Des déviations de temps et durée de transit ont été mesurés en observant la planète Kepler-88 b, ce qui a permis d'inférer la présence de Kepler-88 c. |

## Par méthode de détection
| Titre | Planet                        | Star                    | Année | Notes |
| --- | ----------------------------- | ----------------------- | ----- | --- |
| Première planète détectée par timing de pulsars                                                                  | PSR B1257+12 b PSR B1257+12 c | PSR B1257+12            | 1992  | [ 1 ] |
| Première planète détectée par la méthode des vitesses radiales                                                   | 51 Pegasi b                   | Pegasi                  | 1995  | [ 2 ] |
| Première planète détectée par la méthode de transit                                                              | HD 209458 b                   | HD 209458               | 1999  | Cette planète avait été découverte auparavant par la méthode de vitesse radiale. C'est aussi la première planète qui a été détectée par plusieurs méthodes,. |
| Première planète observée par imagerie directe (infrarouge)                                                      | 2M1207 b                      | 2M1207                  | 2004  | Il pourrait s'agir d'un sous-naine brune plutôt que d'une planète, selon le mécanisme de formation et les définitions choisies. Si c'est une planète, c'est la première planète connue autour d'un naine brun.                                                         |
| Première détection d'éclipse d'exoplanète (infrarouge)                                                           | HD 209458 b                   | HD 209458               | 2005  | La planète a été découverte en 1999. C'est la première détection de lumière d'un objet d'origine planétaire claire. |
| Première détection d'exoplanète autour par imagerie directe autour d'une étoile 'normale' (infrarouge)           | DH Tauri b                    | DH Tauri                | 2005  | Les masses révisées le situent au-dessous de la limite de la combustion du deutérium. Il pourrait toujours s'agir d'une naine brune. |
| Première planète extrasolaire détectée par polarimétrie                                                          | HD 189733 b                   | HD 189733               | 2008  | Non confirmée. Peut-être un « événement de poussière sahraoui sur l'observatoire de La Palma en 2008 août ». HD 189733 b a été découverte en 2005. |
| Première détection d'exoplanète autour par imagerie directe autour d'une étoile semblable au soleil (infrarouge) | 1RXS J160929.1 - 210524 b     | 1RXS J160929.1 - 210524 | 2008  | La masse révisée la place au niveau ou au-dessus de la limite de la combustion du deutérium. Il peut s'agir d'une sous-naine brune plutôt que d'une planète, selon le mécanisme de formation et les définitions choisies.                                              |
| Premières planètes caractérisées par des observations astrométriques                                             | Gliese 876 b et Gliese 876 c  | Gliese 876              | 2009  | [réf. nécessaire] |
| Première détection de variations de la lumière réfléchie par une exoplanète (visible)                            | CoRoT-1b                      | CoRoT-1                 | 2009  | La planète en question avait déjà été découverte par la méthode du transit. |
| Premières planète détectée par la distorsion ellipsoidale de l'étoile hôte qu'elles produisent                   | HAT-P-7b                      | HAT-P-7b                | 2010  | [ 18 ] |
| Premières planètes détectées par la méthode de variation des temps de transit (TTV)                              | Kepler-9b, Kepler-9c          | Kepler-9                | 2010  | La variation du temps de transit a été utilisée pour confirmer les deux planètes détectées par la méthode de transit auparavant. |
| Première planète détectée par la méthode de variation de la durée du transit (TDV)                               | Kepler-16 b                   | Kepler-16               | 2011  | Le mouvement orbital du système à trois corps Kepler-16 influence la durée des éclipses stellaires et des transits planétaires. |
| Première planète détectée par timing d'étoiles binaire avec détermination précise de l'orbite                    | Kepler-16 b                   | Kepler-16               | 2011  | Kepler-16 b elle-même a été détectée par la méthode de transit. Il y a eu des étoiles avec des détections antérieures par éclipses d'étoiles binaires. Cependant, ces signaux ont coïncidé avec des orbites instables ou bien les orbites exactes ne sont pas connues. |
| Première planète détectée par des variations de lumière dues à l'effet de "relativistic beaming"                 | TrES-2 b                      | TrES-2                  | 2012  | [ 22 ] |
| Première détection de système multiplanétaire incliné                                                            | Kepler-56 b                   | Kepler-56               | 2013  | [ 23 ] |

## Par type de système
| Titre | Planète                                      | Étoile            | An   | Remarques |
| --- | -------------------------------------------- | ----------------- | ---- | --- |
| Découverte de la première planète extrasolaire dans un système à étoile unique                               | PSR B1257+12 b PSR B1257+12 c                | PSR B1257+12      | 1992 | Découverte des premières planètes extrasolaires. |
| Découverte de la première planète errante                                                                    | S Ori J053810.1-023626 (S Ori 70)            | NC                | 2004 | Avec une masse de 3 MJupiter ; en attente de confirmation. |
| Première planète découverte dans un système stellaire multiple de la séquence principale                     | 55 Cancre b                                  | 55 Cancri         | 1996 | 55 Cnc a une lointaine compagne naine rouge. - La planète autour de Gamma Cephei était déjà suspectée en 1988. - Gamma Cephei Ab est le premier système binaire relativement proche avec une planète. |
| Découverte de la première planète en orbite circumbinaire                                                    | PSR B1620-26 b                               | PSR B1620-26      | 1993 | En orbite autour d'un pulsar et d'une naine blanche. Découverte confirmée en 2003.[réf. nécessaire]                                                                                                   |
| Découverte du premier système multiplanétaire                                                                | PSR B1257+12 b PSR B1257+12 c PSR B1257+12 d | PSR B1257+12      | 1992 | |
| Premier système multiplanétaire et multistellaire où plusieurs planètes orbitent autour de plusieurs étoiles | Kepler-47b Kepler-47c                        | Kepler-47         | 2012 | , L'étoile variable cataclysmique NN Serpentis est soupçonnée d'avoir au moins 2 planètes en 2009. |
| Première planète découverte dans un amas globulaire                                                          | PSR B1620-26 b                               | PSR B1620-26      | 1993 | Située dans l'amas globulaire Messier 4. |
| Premier système stellaire binaire où les deux composants ont des systèmes planétaires séparés                | HD 20781 b HD 20781 c HD 20782 b             | HD 20781 HD 20782 | 2011 | [réf. nécessaire] |

## Par type d'étoile
| Titre                                                                                 | Planète                           | Étoile        | An   | Remarques |
| ------------------------------------------------------------------------------------- | --------------------------------- | ------------- | ---- | --- |
| Découverte de la première planète pulsar                                              | PSR B1257+12 b PSR B1257+12 c     | PSR B1257+12  | 1992 | , |
| Première planète extrasolaire en orbite autour d'une étoile de la séquence principale | 51 Pégase b                       | 51 Pégase     | 1995 | Première Jupiter chaude. |
| Première planète en orbite autour d'une étoile ABO (étoile bleu-blanc)                | Fomalhaut b                       | Fomalhaut     | 2008 | Première planète extrasolaire découverte par image en lumière visible. En 2020, cet objet a été déterminé comme étant un nuage de débris en expansion provenant d'une collision d'astéroïdes plutôt qu'une planète. |
| Première planète en orbite autour d'une naine rouge                                   | Gliese 876 b                      | Gliese 876    | 1998 | , |
| Première planète en orbite autour d'une étoile géante                                 | Iota Draconis b                   | Iota Draconis | 2002 | Aldebaran b a été proposée en 1993[réf. nécessaire], confirmée qu'en 2015[réf. nécessaire], puis remise en doute en 2019.[réf. nécessaire]                                                                          |
| Première planète en orbite autour d'une naine blanche.                                | PSR B1620-26 b                    | PSR B1620-26  | 1993 | GD 66 b a été annoncée en 2007, mais n'a pas été confirmée.[réf. nécessaire] |
| Première planète confirmée en orbite autour d'une naine blanche.                      | WD 1856+534 b                     | WD 1856+534   | 2020 | [réf. nécessaire] |
| Première planète en orbite autour d'une naine brune.                                  | 2M1207b                           | 2M1207        | 2004 | Peut en fait être une sous-naine brune au lieu d'une planète, selon le mécanisme de formation et les définitions choisies. Première planète directement imagée.[réf. nécessaire]                                    |
| Découverte de la première planète errante.                                            | S Ori J053810.1-023626 (S Ori 70) | NC            | 2004 | A une masse de 3 MJupiter ; en attente de confirmation. |

## Par type de planète
| Titre | Planète                           | Étoile             | An   | Remarques |
| --- | --------------------------------- | ------------------ | ---- | --- |
| Première Jupiter chaude                                                                                        | 51 Pegasi b                       | 51 Pegasi          | 1995 | Découverte de la première planète en orbite autour d'une étoile de la séquence principale. |
| Première planète terrestre extrasolaire en orbite autour d'une étoile de la séquence principale                | 55 Cancri e                       | 55 Cancri          | 2004 | Mu Arae c (découvert en 2004) a été proposée comme une planète terrestre, mais sa nature terrestre n'est pas confirmée, car aucune mesure radiale n'est disponible, donc la densité est encore inconnue. Sa masse minimale est comparable à celle d'Uranus, qui n'est pas une planète tellurique. La première planète extrasolaire dont on a découvert qu'elle avait une densité compatible avec le fait d'être une planète rocheuse est CoRoT-7b en 2009. 55 Cancri e s'est avérée être une planète tellurique en 2011. |
| Découverte de la première super-Terre                                                                          | PSR B1257+12 b PSR B1257+12 c     | PSR B1257+12       | 1992 | Premières planètes découvertes. |
| Première super-Terre en orbite autour d'une étoile de séquence principale                                      | Gliese 876 d                      | Gliese 876         | 2005 | En orbite autour d'une étoile naine rouge. |
| Première planète extrasolaire glacée en orbite autour d'une étoile de la séquence principale                   | OGLE-2005-BLG-390Lb               | OGLE-2005-BLG-390L | 2006 | En orbite autour d'une étoile naine rouge. La nature glacée de cette planète n'est pas confirmée, car aucune mesure de rayon n'est disponible, donc la densité est inconnue. La première planète extrasolaire connue pour avoir une densité compatible avec le fait d'être une planète glacée est GJ 1214 b, bien que celle-ci aussi soit encore discutée. |
| Découverte de la première planète en évaporation                                                               | HD 209458 b                       | HD 209458          | 1999 | Aussi la première planète en transit. |
| Première analogue de Jupiter                                                                                   | HIP 11915b                        | HIP 11915          | 2015 | La découverte soulève la possibilité que HIP 11915 soit la premier système analogue au système solaire découvert. |
| Première candidate de planète océan ; également première petite planète dans la zone habitable circumstellaire | Gliese 581d                       | Gliese 581         | 2007 | En orbite autour d'une étoile naine rouge. Cette planète orbite un peu trop loin de l'étoile, mais l'effet de serre serait suffisant pour rendre cette planète habitable. L'autre planète océan candidate, GJ 1214 b, a été détectée par transit avec densité compatiable avec une planète océan. Désormais contestée,. |
| Découverte de la première "errante"                                                                            | S Ori J053810.1-023626 (S Ori 70) | NC                 | 2004 | A une masse de 3 M Jupiter ; en attente de confirmation. |

## Autre
| Titre | Planète                                 | Étoile              | An                | Remarques |
| --- | --------------------------------------- | ------------------- | ----------------- | --- |
| Publication de la première carte thermique d'exoplanète                                                          | HD 189733 b                             | HD 189733           | 2007              | La carte en question est une carte d'émission thermique. |
| Premier système multiplanétaire détecté par imagerie directe                                                     | HR 8799 b HR 8799 c HR 8799 d HR 8799 e | HR 8799             | 2008              | [réf. nécessaire] |
| Première planète en orbite rétrograde                                                                            | WASP-17b                                | WASP-17             | 2009              | La planète HAT-P-7b a été découverte avant WASP-17b, mais sa propriété rétrograde n'a été annoncée qu'après celle de WASP-17b. |
| Première planète extrasolaire potentiellement habitable                                                          | Kepler-62f                              | Kepler-62           | 2013              | Kepler- 62f a été la première planète définie proche de la taille de la Terre découverte dans la zone habitable de son étoile,. La planète candidate douteuse Gliese 581g a été découverte en 2010. Cette planète peut être verrouillée par les marées sur son étoile mère, mais il pourrait y avoir une bande habitable le long du terminateur. |
| Première planète en orbite autour d'une étoile semblable au Soleil dans un amas ouvert                           | Pr0201 b Pr0211 b                       | Pr0201 Pr0211       | 2012              | Situées dans l'amas d'étoiles M44. |
| Première observation de transit planète-planète                                                                  | Kepler-89d Kepler-89e                   | Kepler-89           | 2012              | Kepler-89d partiellement occultée par Kepler-89e. |
| Première planète en transit découverte dans un amas d'étoiles                                                    | Kepler-66b Kepler-67b                   | Kepler-66 Kepler-67 | 2013              | Dans l'amas d'étoiles NGC 6811. Ces deux planètes n'étaient, au moment de la découverte, que deux des six planètes totales connues en amas d'étoiles. |
| Première carte de la couverture nuageuse d'une planète extrasolaire                                              | Kepler-7b                               | Kepler-7            | 2013              | Les observations indiquent une couverture nuageuse à l'ouest et un ciel dégagé à l'est. |
| Première mesure de période de rotation d'une planète extrasolaire non en rotation synchrone                      | Bêta Pictoris b                         | Bêta Pictoris       | 2014              | La période de rotation (sur elle-même) a été calculée à 8,1 heures. |
| Premier système planétaire extrasolaire avec une planète en transit et une planète détectée par imagerie directe | [réf. nécessaire]                       | [réf. nécessaire]   | [réf. nécessaire] | [réf. nécessaire] |
| Découverte de la première planète contenant de l'eau dans sa stratosphère                                        | WASP-121b                               | WASP-121            | 2017              | , |
| Première planète errante de masse terrestre flottant librement dans la galaxie de la Voie lactée.                | OGLE-2016-BLG-1928                      | NC                  | 2020              | Détectée grâce à la méthode de microlentille gravitationnelle,. |